# Microtrigonia petaurinia
Microtrigonia petaurinia is een libellensoort uit de familie van de korenbouten (Libellulidae), onderorde der echte libellen (Anisoptera).
De wetenschappelijke naam Microtrigonia petaurinia werd voor het eerst geldig gepubliceerd in 1949 door Lieftinck.